# Fleshgod Apocalypse
Fleshgod Apocalypse — метал-гурт з Італії, що грає в стилі Symphonic / Technical Death Metal.

## Біографія
Fleshgod Apocalypse був створений в квітні 2007 року і записав свій перший демо-альбом - «Promo '07» в 16th Cellar Studio з продюсером Стефано «Саул» Морабіто. Демо було перевидано в наступному році спільно з іншими італійськими гуртами: Septycal Gorge, Modus Delicti і Onirik. У тому ж 2007 році Fleshgod Apocalypse підписали контракт з Neurotic Records. На початку 2008 року гурт гастролював по Європі спільно з Behemoth, Origin, Dying Fetus, Hate Eternal, Suffocation, Napalm Death і деякими іншими.
У травні 2008 року гурт записав свій перший повноцінний альбом - «Oracles». У грудні того ж року гурт вирішив припинити співпрацю з Neurotic Records і підписав контракт з Willowtip Records, який і випустив «Oracles» в 2009 році. Незабаром після виходу «Oracles» гурт трохи змінив свій склад: Томассо Ріккарді став вокалістом і ритм-гітаристом гурту, змінивши Франческо Паолі, що пересів на ударні.
У 2010 році був записаний мініальбом Mafia на  16th Cellar Studio  і вийшов на лейблі Willowtip Records. Цей альбом містить чотири нових треки і кавер-версію треку «Blinded by Fear» гурту At the Gates.
До 2010 року поточний барабанщик Fleshgod Apocalypse - Франческо Паолі пішов з гурту Hour of Penance, в якому був вокалістом і зосередився на Fleshgod Apocalypse. У листопаді 2010 року гурт підписав контракт на світове турне з лейблом Extreme Management Group і почав створювати матеріал для другого повноформатного альбому.
У травні 2011 року гурт підписав контракт на турне в усьому світі з лейблом Nuclear Blast. За цей час в гурт прийшов ще один новий член - Франческо Ферріні.
Гурт випустив свій другий альбом - Agony 9 серпня 2011 в Північній Америці і 19 серпня 2011 року в Європі.
Fleshgod Apocalypse взяли участь в The Summer Slaughter Tour в 2011 році в Північній Америці, поряд з Whitechapel і The Black Dahlia Murder. Гурт гастролював по США з Decapitated наприкінці 2011 року. У січні 2012 року Fleshgod Apocalypse гастролював по Великій Британії з The Black Dahlia Murder і Skeletonwitch. У березні 2012 року Fleshgod Apocalypse гастролював по Південній Африці за підтримки місцевих дез-метал гуртів.

### Часова шкала

Fleshgod Apocalypse, current setting live at Metal Frenzy Festival, Gardelegen 2017
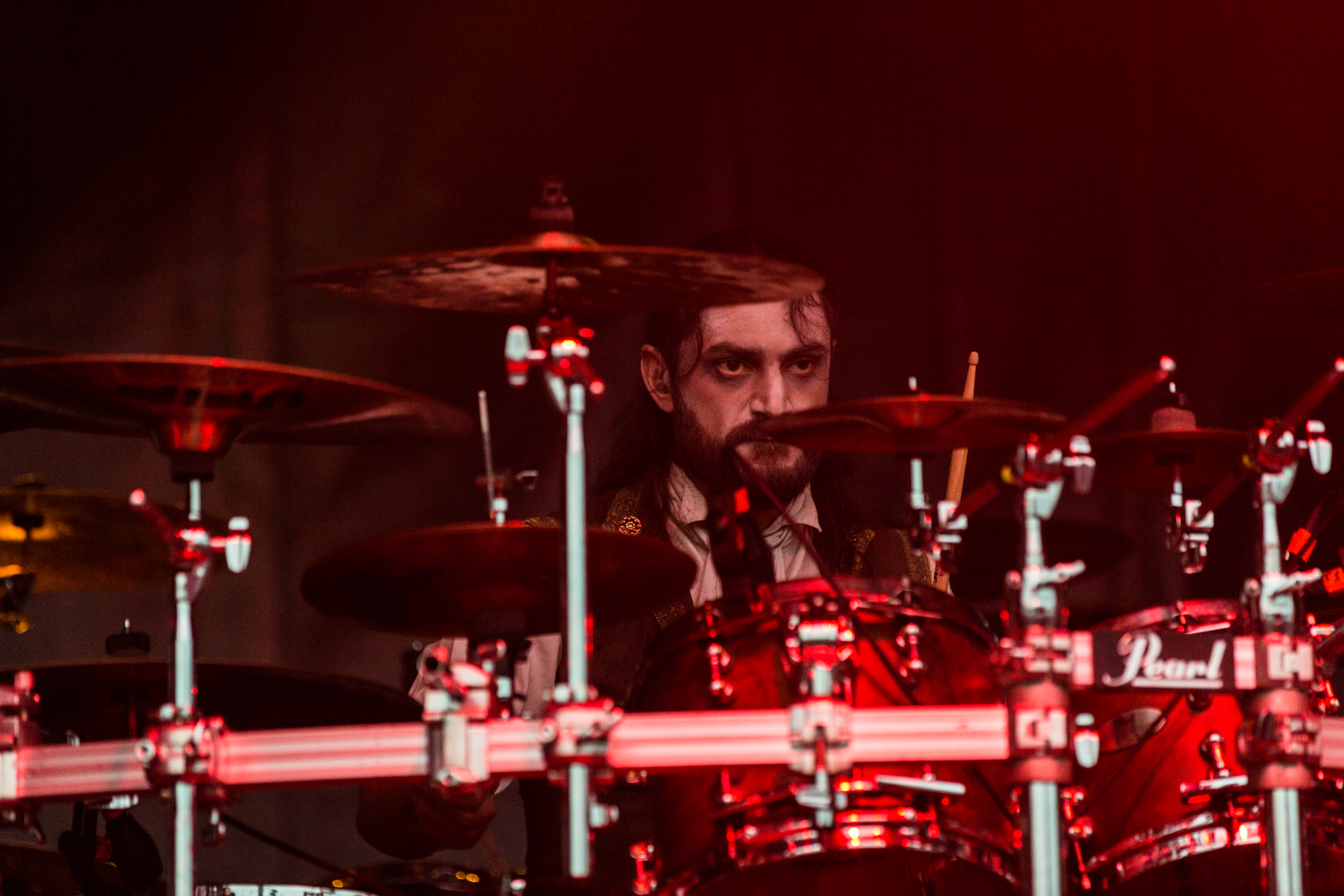
Francesco Paoli
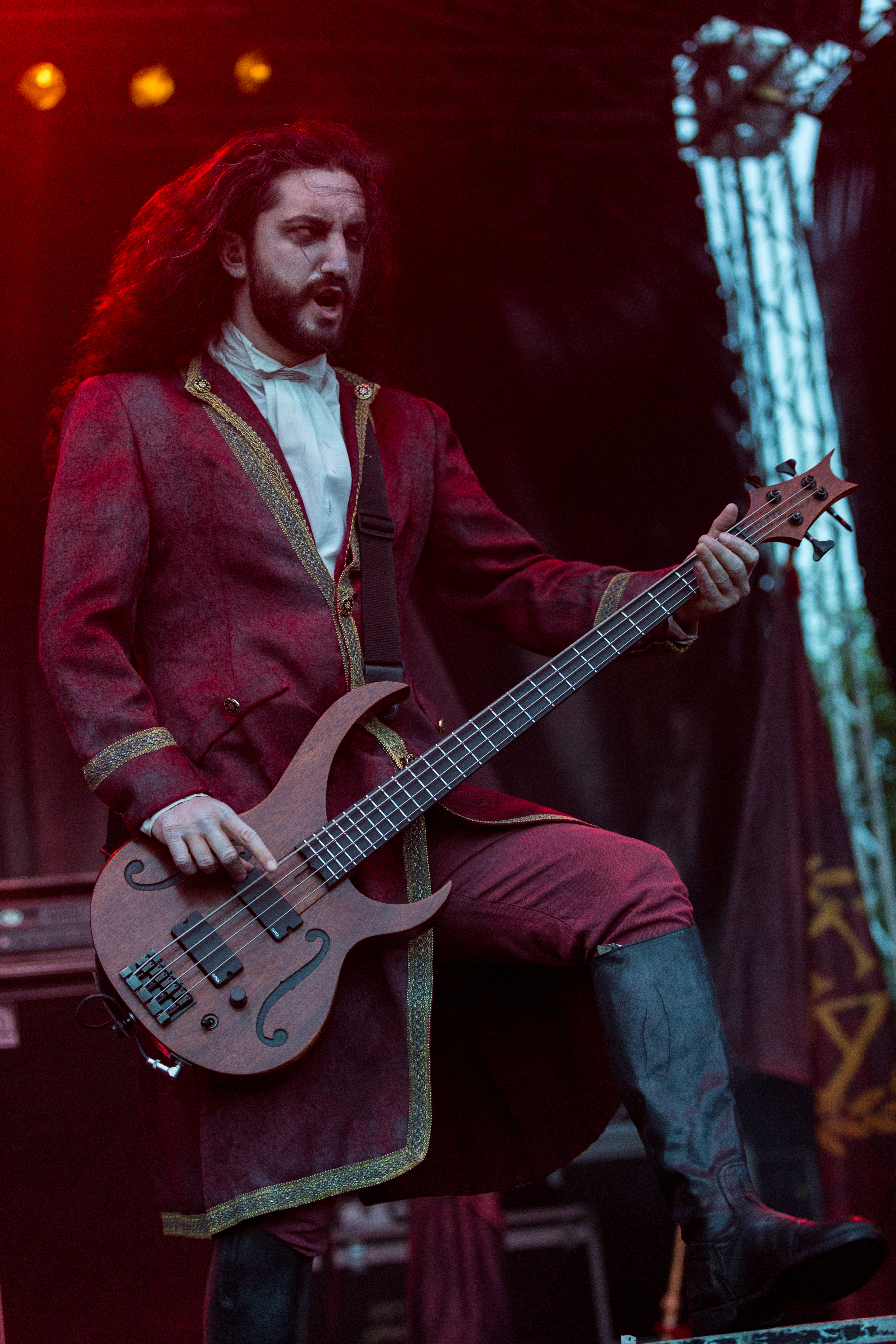
Paolo Rossi
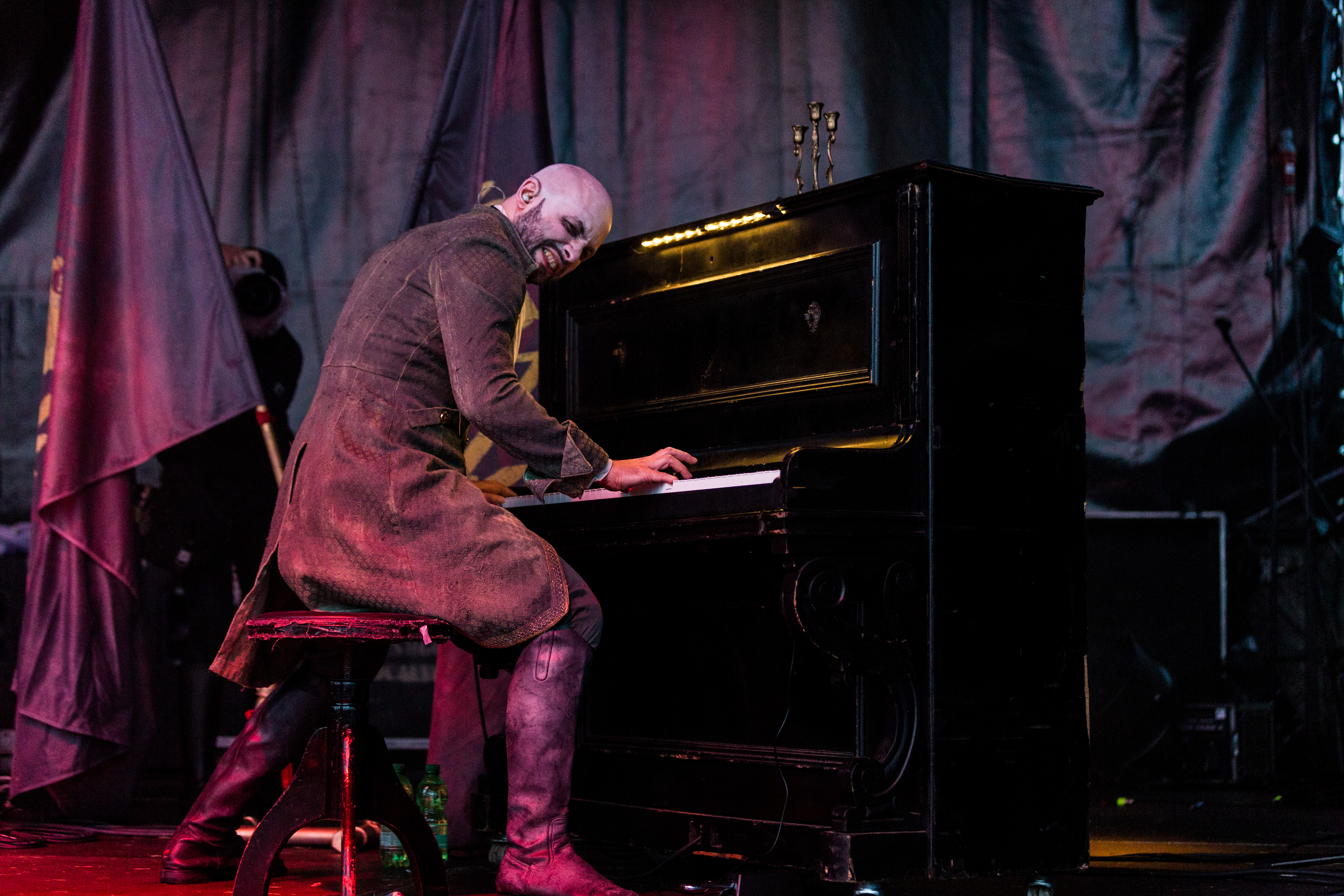
Francesco Ferrini

## Дискографія

### Альбоми
- Oracles (2009)
- Agony (2011)
- Labyrinth (2013)
- King (2016)

### Сінгли
- The Fool (2016)

### Демо
- Promo '07 (2007)

### Спліт
- Da Vinci Death Code (2008)

### Міні-альбоми
- Mafia (2010)